# Talsperre Malter
Talsperre Malter är ett vattenmagasin med en dammbyggnad i det tyska förbundslandet Sachsen.
Dammbyggnaden invigdes 1913 och den var främst tänkt som skydd mot högvatten. Magasinets vatten kommer från floden Rote Weisseritz. Här finns två badplatser och en tältplats. Kring sjön går flera vandringsleder och vid östra sidan finns ett utsiktstorn (König-Johan-Turm) som byggdes 1885. I orterna Seifersdorf och Malter har en smalspårig järnvägslinje (Weißeritztalbahn) hållplatser.
Vattnets yta ligger vid full användning 29 meter över grunden. Dammbyggnadens krona är 134 meter lång och 6,6 meter bred. Konstruktionen består främst av gnejs och liknande bergarter med en mantel av betong. Vid sulan är dammbyggnaden 31 meter bred.